# Plana
|  | Aquest article tracta sobre el concepte geogràfic. Vegeu-ne altres significats a «Plana (desambiguació)». |

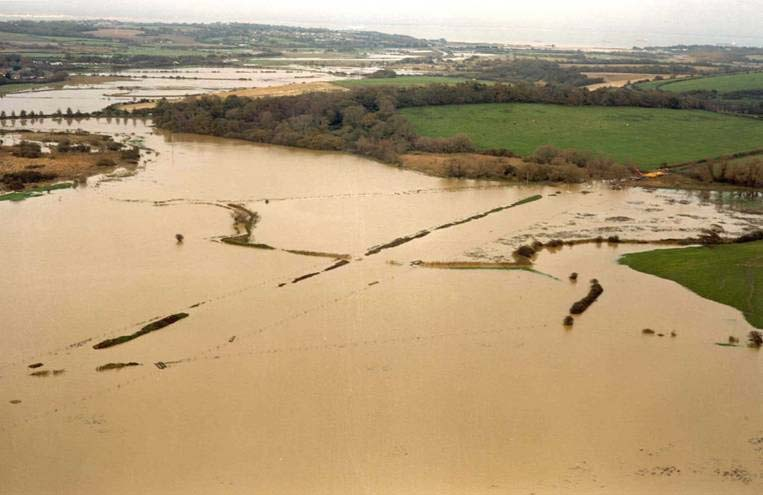
Plana d'inundació a l'illa de Wight, davant les ciutats de Southampton i Portsmouth d'Anglaterra.

En geografia, una plana, planura o planúria és una àrea amb un relleu relativament pla i principalment no té arbres. Les planes solen ser més aptes per l'agricultura que els altiplans o les muntanyes. Les planes poden ser les restes de trets geogràfics molt més grans que han estat erosionats, com ara muntanyes o volcans. Aquestes es poden presentar com a superfícies al llarg de valls o a la base de les muntanyes, com a planes costaneres o com a altiplans o terres altes. Són una de les formes de relleu més importants de la terra, estan presents a tots els continents i cobreixen més d'un terç de la superfície terrestre del món. Les planes de moltes zones són importants per a l'agricultura.
Segons l'extensió i els llenguatges locals, la plana és també anomenada pla o planell, tant en singular com en plural.

## Descripció
Una plana o terra plana és una extensió plana de terra amb una capa d'herba quan està en el seu estat natural (sense intervenció de l'humà) que generalment no canvia gaire d'elevació.
En una vall, una plana està tancada per dos costats, però en altres casos una plana pot estar delimitada per un anell total o parcial de turons, per muntanyes o per penya-segats. Quan una regió geològica conté més d'una plana, poden estar connectades per un pas (de vegades s'anomena bretxa). Les planes costaneres s'eleven majoritàriament des del nivell del mar fins que s'enfronten a característiques elevades com ara muntanyes o altiplans. Les planes es poden formar a partir de lava que flueix; de la deposició de sediments per aigua, gel o vent; o format per l'erosió dels agents procedents de turons o muntanyes.
Els biomes de les planes inclouen pastures (temperades o subtropicals), estepes (semiàrides), sabanes (tropicals) o tundra (polars). En alguns casos, els deserts també es poden considerar planes.
Les planes de moltes zones són importants per a l'agricultura, sobretot quan són superfícies grans i fèrtils, i la planitud facilita la mecanització de la producció de cultius; o perquè suporten pastures que proporcionen un bon pasturatge per al bestiar.
És comú en algunes planes que hi aparegui boira d'irradiació en èpoques fredes de l'any a causa del refredament del sòl, la nul·la ventilació i l’elevada humitat. A les primeres hores de la nit, el sòl es refreda permetent una forta irradiació. Si la calma és total, no hi ha vent i la humitat de l’aire és prou elevada, aquest refredament nocturn es tradueix en la formació de la boira.

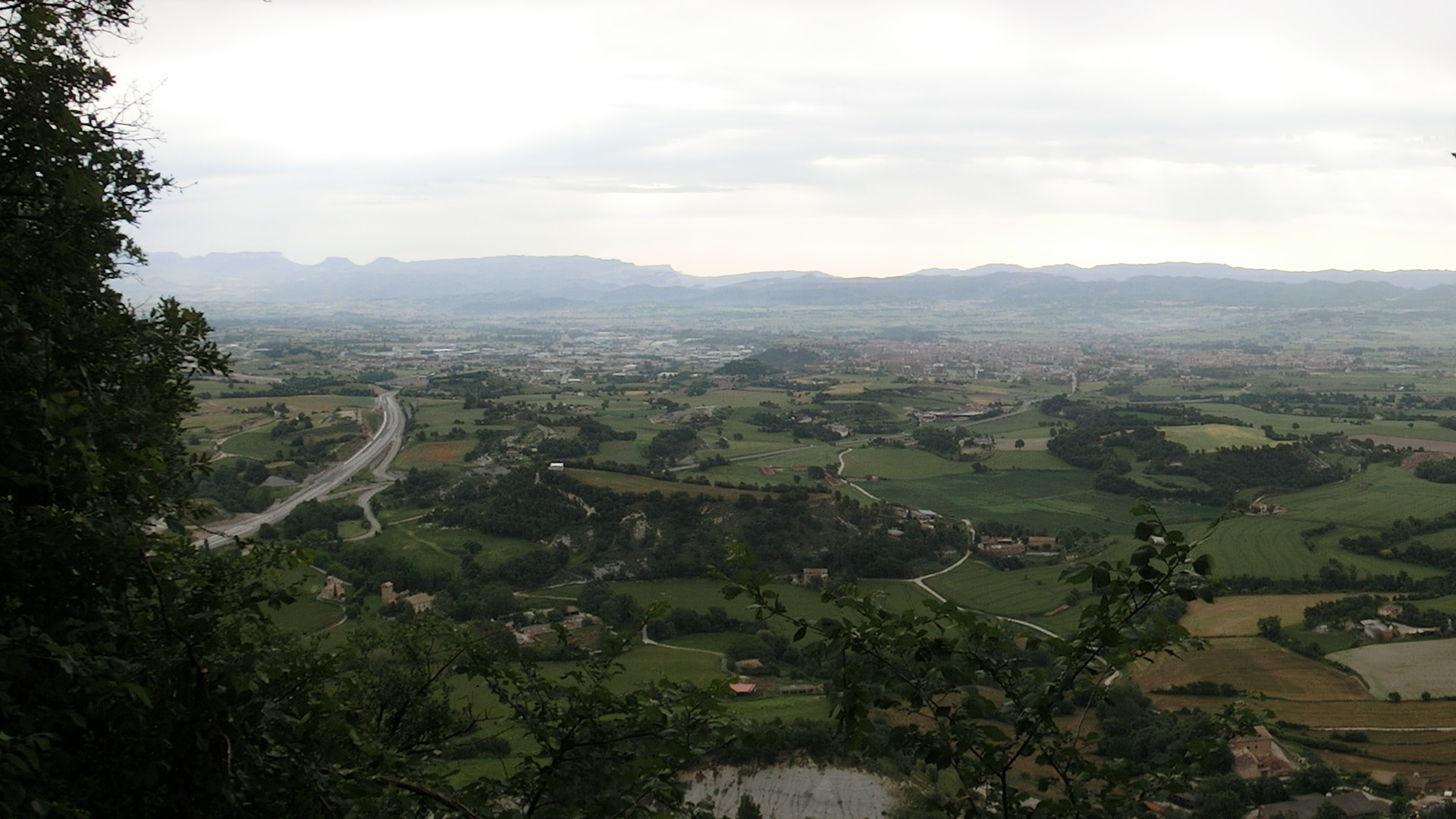
La Plana de Vic està totalment envoltada de muntanyes; les del Ripollès i la Garrotxa cap al nord; les Guilleries a l'est; el Montseny al sud-est; el Moianès i el Lluçanès cap a ponent, i queda tancada per un cercle de serralades. A causa de la seva situació, a la plana es dona el fenomen atmosfèric de la inversió tèrmica.

## Tipus de planes
- Plana abissal, una zona plana o amb un pendent molt suau del fons oceànic.
- Plana al·luvial, formada pel dipòsit de sòl al·luvial durant un llarg període per un riu provinent de les muntanyes.
- Plana costanera, una zona de terra plana i baixa adjacent al mar i separada de l'interior per altres trets geogràfics.
- Plana de marea, un aiguamoll costaner que es forma quan els sediments detrítics (argiles, llims o sorres) són reelaborats per les marees.
- Plana d'inundació, una zona plana o gairebé plana adjacent a un riu o torrent que s'inunda periòdicament.
- Plana fluvial
- Plana lacustre, una plana formada en un medi lacustre, és a dir, on hi havia un llac.[7]
- Plana de lava, una zona en què flueix lava.[8]
- Plana de meandres, una zona que comprèn els meandres d'un riu i que té molt poca pendent.[9]
- Plana de til·lita, una plana de til·lita que es forma quan una capa de glaç se separa del cos principal d'una glacera i després es desfà, dipositant els sediments que contenia.[10]

## Paràmetres d’estudi
Per a cada plana hi ha una sèrie de dades que la defineixen i que han de ser considerades en qualsevol estudi fet amb rigor. Vegeu, a continuació, alguns dels paràmetres esmentats. Segons el tipus d’estudi, els paràmetres poden ser més nombrosos.
La terminologia emprada segueix (quan s'escau) les directrius de l'obra Aportació a la terminologia geogràfica catalana de Marc-Aureli Vila i Comaposada.

### Denominació
El nom de la plana permet identificar-la i fer-ne referència. Al llarg de la història la denominació pot variar. Una mateixa plana pot tenir noms diferents en diferents llengües.

### Situació geogràfica, extensió i límits
La situació geogràfica (longitud geogràfica, latitud geogràfica i altitud), a més de l’interès informatiu, determina la climatologia: temperatures, pluviositat, ...etc.

### Geologia
Els aspectes geològics tenen aspectes diversos. Un aspecte científic i informatiu, i un aspecte utilitari.
L’explotació dels recursos minerals o la facilitat per a construir infraestructures.

### Climatologia
La situació geogràfica determina, de forma fonamental, el clima de la plana. Pluja, vents, insolació, glaçades anuals, ...

### Hidrologia
Cursos d’aigua: rius, llacs, aigües subterrànies,...

### Característiques del sòl
Terra fèrtil, roca erma,... Problemàtica de la erosió. Fertilitat, salinitat, ...

### Flora
El sòl i el clima determinen la vida vegetal (natural i artificial).

### Fauna
La vida animal natural ve determinada per paràmetres esmentats més amunt. La vida salvatge pot estar amenaçada.

### Població
Tots els aspectes relacionats amb la vida humana són importants. La població total i la densitat de població són les xifres més immediates a considerar. La seva variació al llarg del temps és fonamental.

### Infraestructures
Carreteres, ferrocarrils, autopistes, ponts, túnels i similars són de construcció artificial però configuren molts aspectes importants d’una plana.

### Història
Hi ha planes amb molt aspectes històrics importants al costat de planes remotes i desconegudes. En cada cas són interessants les detalls o la manca d'informació prèvia.

## Importància de les planes
Les planes han tingut un paper fonamental per a l'evolució humana per tal com són zones que permeten fer grans ciutats o infraestructures, produir aliments o per altra banda, ser un bon lloc per a escenaris bèl·lics a gran escala. Ja des de l'existència d'assentaments humans pel descobriment de l'agricultura els humans ens hem agrupat en civilitzacions i pobles situats en una zona propera als conreus, amb accés a elements bàsics com l'aigua o boscos i que permeti construir amb relativa facilitat, aquestes zones eren sobretot planes. La gran majoria de grans ciutats estan construïdes en planes (Barcelona, Tòquio, Vancouver...). Aquells països que tenen en la seva gran majoria terreny escarpat tenen dificultats per a comunicar-se amb els països veïns (Andorra, Mònaco, Bhutan) o desenvolupar infraestructures com el ferrocarril o aeroports.

## Planes a Catalunya

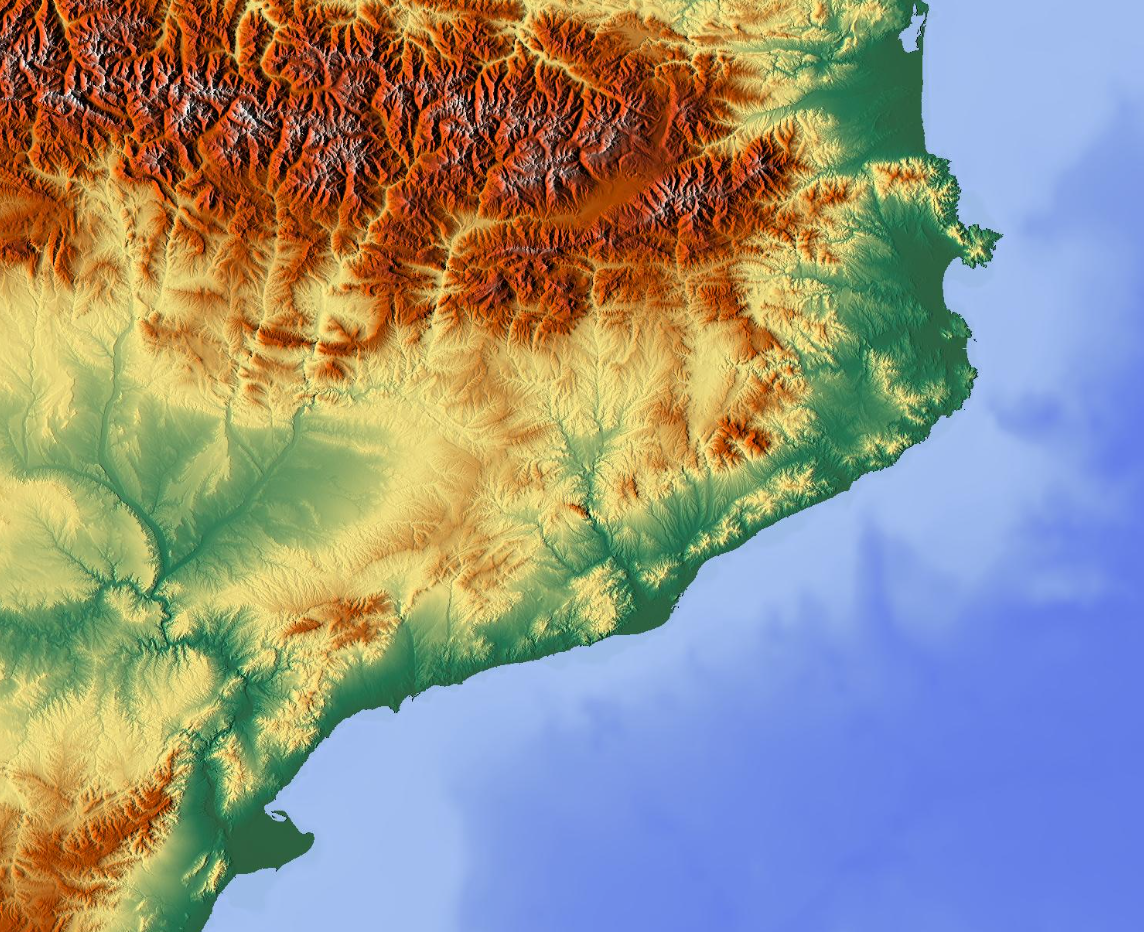
Relleu de Catalunya

Article principal: Llista de planes de Catalunya
- Plana de Vic
- Pla de Barcelona
- Pla de Bages
- Pla d'Estanys
- Pla de les Forques
- Plana d'Urgell

## Planes notables al món
- Plana de Marató. On va tenir lloc la batalla de Marató.[15][16]
- Plana de Messara. Una de les més fèrtils de Creta.[17]
- Plana Padana.[18]
- Gran Plana Hongaresa.[19]
- Grans Planes.[20][21]
- Plana al·luvial del riu Mississipi.[22]
- Llano Estacado. A Texas i Nou Mèxic.[23]
- Plana del riu Snake.[24]
- Els Llanos.[25]
- Plana chacopampeana.[26]